# Anthony Ainley

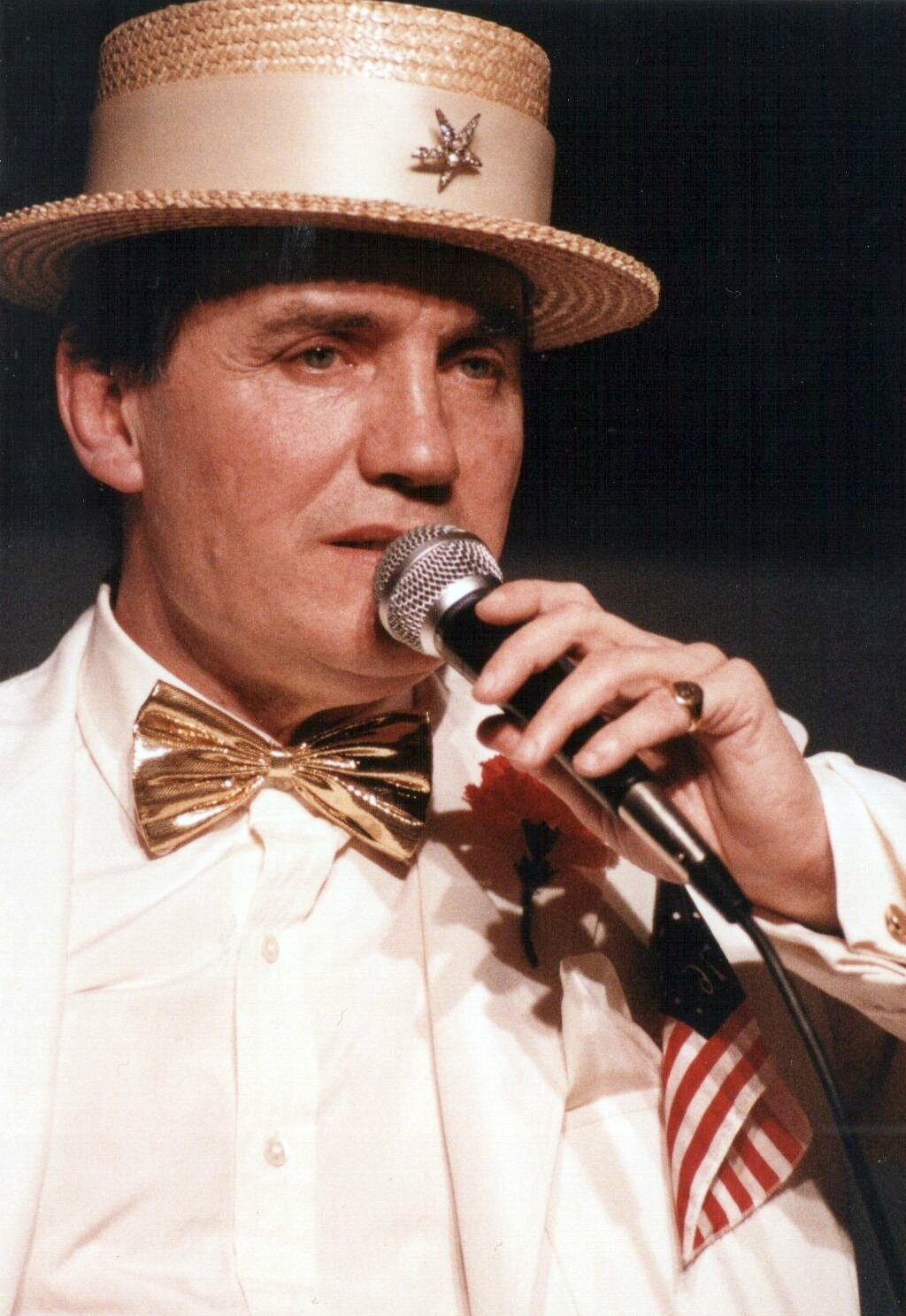
Anthony Ainley, 1987

Anthony Ainley (* 20. August 1932 in Stanmore, Middlesex; † 3. Mai 2004 in Harrow, London, England) war ein britischer Schauspieler.

## Leben
Ainley stammt aus einer Schauspielfamilie. Sein Vater Henry war ein bekannter Theaterschauspieler und sein Bruder Richard trat in mehreren Hollywoodfilmen auf. Bereits im Alter von fünf Jahren bekam Ainley seine erste Filmrolle. Nach seinem Schulabschluss beendete Ainley zunächst eine Ausbildung als Versicherungskaufmann. Anschließend absolvierte Ainley seine Schauspielausbildung auf der RADA (Royal Academy of Dramatic Art). Während seiner Schulzeit gewann er einen Comedypreis für seine Darstellung des Jack Worthing in The Importance of Being Earnest. Danach trat Ainley mehrere Jahre im Theater auf. In den 1960er Jahren war er in einigen Filmen und Fernsehserien zu sehen, darunter The Avengers und Upstairs Downstairs. 1975 spielte Ainley Dietz in Caprona – Das vergessene Land. Später stellte er den Master in der Fernsehserie Doctor Who dar. In den 1990er Jahren gab Ainley das professionelle Schauspielen auf. Jedoch blieb er mit der Fernsehserie Doctor Who eng verbunden und nahm an einigen Conventions teil.  1997 spielte Ainley noch einmal den Master, in dem Computerspiel Doctor Who: Destiny of the Doctors.
Ainley war 30 Jahre lang Mitglied des London Theatres Cricket Club Teams. Er war niemals verheiratet, da er, nach eigener Aussage, seine eigene Freiheit zu sehr liebte. Ainley starb am 3. Mai 2004.
2015 schrieb Karen Hollis die erste Biografie über Ainley. Sie trägt den Titel Anthony Ainley – The Man Behind The Master und wurde von Fantom Films veröffentlicht.

## Filmografie (Auswahl)
- 1965: It’s Dark Outside (Fernsehserie, 5 Folgen)
- 1966: Naked Evil
- 1968: Inspektor Clouseau (Inspector Clouseau)
- 1968: Joanna
- 1968: Mit Schirm, Charme und Melone (The Avengers; Fernsehserie, 1 Folge)
- 1969: Oh! What a Lovely War
- 1969: Department S (Fernsehserie, 1 Folge)
- 1971: In den Krallen des Hexenjägers (The Blood on Satan's Claw)
- 1971: Assault
- 1971: Brett (Fernsehserie, 2 Folgen)
- 1972: Gene Bradley in geheimer Mission (The Adventurer; Fernsehserie, 1 Folge)
- 1980: To Serve Them All My Days (Fernsehserie, 2 Folgen)
- 1972: Spyder's Web (Fernsehserie, 13 Folgen)
- 1973: Das Haus am Eaton Place (Upstairs, Downstairs; Fernsehserie, 3 Folgen)
- 1974: The Pallisers (Fernsehserie, 4 Folgen)
- 1975: Caprona – Das vergessene Land (The Land That Time Forgot)
- 1977: Nicholas Nickleby (Fernsehserie, 4 Folgen)
- 1978: Lillie (Fernsehserie, 2 Folgen)
- 1980: Mackenzie (Fernsehserie, 3 Folgen)
- 1981–1989: Doctor Who (Fernsehserie, 31 Folgen)
- 1983: The Boy Who Won the Pools (Fernsehserie, 2 Folgen)